# 11252 Лаерт
11252 Лаерт (11252 Laertes) — астероїд головного поясу, відкритий 19 вересня 1973 року.
Тіссеранів параметр щодо Юпітера — 2,989.